# Jan Góra
Jan Wojciech Góra (8. února 1948 Prudník – 21. prosince 2015 Poznaň) byl polský dominikán, presbyter, doktor teologie a studentský kaplan v Poznani. Od roku 1997 až do své smrti organizoval Celopolská setkání mládeže Lednica 2000 u jezera Lednica za účasti až stovky tisíc mladých lidí. Byl blízkým přítelem papeže sv. Jana Pavla II.
Zemřel 21. prosince 2015 večer během slavení mše svaté následkem otoku plic a zástavy srdce. Zármutek nad jeho úmrtím veřejně vyjádřili mimo jiné polský primas Wojciech Polak a prezident Andrzej Duda. Za místo jeho posledního odpočinku byla vybrána Lednická pole, tj. místo konání setkání Lednica 2000. Datum pohřbu bylo stanoveno na 30. prosince 2015.